# Дискография Oxxxymiron
Дискография Oxxxymiron включает в себя четыре студийных альбома, три микстейпа, множество синглов и совместных работ с другими исполнителями.

## Студийные альбомы

### Oxxxymiron
- 2011 — «Вечный жид»
- 2015 — «Горгород»
- 2021 — «Красота и Уродство»

### Переучет
- 2023 – «Семейный альбом»

## Микстейпы
- 2012 — «miXXXtape I»
- 2013 — «miXXXtape II: Долгий путь домой»
- 2021 — «miXXXtape III: Смутное время»

## Синглы

### MC Mif
- 2000 — «Зеркало»[1]
- 2001 — «Демо-фристайл в стиле бардкор»[2]
- 2001 — «Уховертка/Витязи Словоблудия» (уч. VeTaL (iSQUAD))
- 2001 — «Лучшие МС» (уч. Бабушка и Дедушка Мирона)
- 2001 — «Каменный Век Русской Поэзии (демо)»
- 2001 — «3030 год»
- 2001 — «Al Ogon»
- 2002 — «Super freestyle» (уч. Electronic WOOD)[3]
- 2002 — «Literatura freestyle» (уч. Electronic WOOD)[3]

### Oxxxymiron
- 2008 — «Лондон против всех, Ч.1»
- 2008 — «Afterparty (демо)» (уч. Den Bro)
- 2008 — «На куски (демо)»
- 2008 — «Что такое BEEF?» (уч. Schokk)
- 2008 — «Песенка про Шахматиста»
- 2008 — «Шалом»
- 2008 — «Ходят слухи (1 раунд 14 нз)»
- 2009 — «Последний звонок»
- 2009 — «Три монолога» (уч. g0blin & Ganz)
- 2009 — «Тайные желания (2 раунд 14 нз)»
- 2009 — «Ящик фокусника (3 раунд 14 нз)»
- 2009 — «День физкультурника (4 раунд 14 нз)»
- 2009 — «В стране женщин (5 раунд 14 нз)»
- 2009 — «Не говори ни слова (6 раунд 14 нз)»
- 2009 — «Нет связи (7 раунд 14 нз)»
- 2009 — «Йети и дети (8 раунд 14 нз)»
- 2010 — «Hangover»
- 2011 — «Чертово колесо» (уч. No Limit, I1)
- 2011 — «То густо, то пусто» (уч. Schokk)
- 2011 — «Vasco Da Gama» (уч. Schokk, Automatikk)
- 2011 — «Мой менталитет (Oi Oi)»
- 2012 — «Неваляшка»
- 2012 — «Ultima Thule» (уч. Луперкаль)
- 2013 — «XXX Shop» (уч. Chronz, Porchy)
- 2013 — «Больше Бена» (уч. Охра)
- 2013 — «Darkside» (уч. Madchild)
- 2015 — «HPL»
- 2015 — «Город под подошвой»
- 2017 — «Что такое империя?» aka «IMPERIVM»
- 2017 — «Биполярочка»
- 2018 — «KONSTRUKT» (уч. Porchy, May Wave$, Jeembo, Loqiemean, Thomas Mraz, Tveth, Souloud, Markul)
- 2019 — «Reality» (уч. Piem, J.Makonnen, Dinast, LeTai, Palmdropov)
- 2019 — «В долгий путь (1 раунд, 17ib)»
- 2019 — «Ветер Перемен (2 раунд, 17ib)» (уч. Самариддин Раджабов)
- 2019 — «Дело нескольких минут (3 раунд, 17ib)»
- 2020 — «В книге все было по-другому (4 раунд, 17ib)»
- 2020 — «Стихи о неизвестном солдате» (О. Мандельштам, 1937)
- 2021 — «Кто убил Марка?»
- 2021 — «Мох»
- 2021 — «Колесо»
- 2021 — «Цунами»
- 2021 — «Организация»
- 2022 — «Ойда»
- 2022 — «Сделано в России»
- 2022 — «23 февраля»
- 2022 — «НЛО» (уч. EIGHTEEN)
- 2022 — «BASSLINE BUSINESS» (уч. Porchy, Женя Муродшоева)
- 2022 — «THE STORY OF ALISHER (Morgenshtern RIP)»
- 2023 — «Лига Опасного Интернета»
- 2023 — «Я знаю, что делал прошлым летом»
- 2023 — «1.Kla$»
- 2023 — «1.Kla$ Pt. 2» (уч. 1.Kla$)
- 2023 — «Прекрасное Далеко» (уч. Брутто)
- 2024 — «МИР ГОРИТ»
- 2024 — «журавли» (уч. ooes)

### Переучет
- 2022 — «Табак»
- 2023 — «Заходи скорее» (уч. Слава Лобанов)

### Как приглашённый артист
- 2009  — «Взрыв» (I.G.O.R, Czar, 1. Kla$, Schokk & Kozz Porno при уч. Oxxxymiron)

- 2014 — «Earth Burns» (Porchy при уч. Oxxxymiron)
- 2014 — «Мне скучно жить» (ЛСП при уч. Oxxxymiron)
- 2016 — «Imperial» (Porchy, при уч. Oxxxymiron и ЛСП)
- 2017 — «Fata Morgana» (Markul при уч. Oxxxymiron)
- 2018 — «Горсвет» (Loqiemean при уч. Oxxxymiron)
- 2018 — «Stereocoma» (Thomas Mraz при уч. Oxxxymiron)
- 2018 — «Tabasco» (Porchy при уч. Oxxxymiron)
- 2021 — «Сказка о потерянном времени» (Rudeboy при уч. Oxxxymiron)

## Участие на релизах
- 2008 — Ganz — «RUdeboi Mixtape» («Просто я», «Ganz Promo Tune»)
- 2008 — СД — «Mixtape King Vol. 1.7» («Special Delivery»)
- 2008 — Dandy — «II Уровень\Скачай или умри» («Боль» feat. 1 Kla$)
- 2008 — Ar-Side — «4 My Dogs» («G.O.D.»)
- 2008 — Optik Russia — «Приятного аппетита» («Oxxxymiron», «16 bars accapella»)
- 2009 — Optik Russia — «New Russian Standard» («Я хейтер»)
- 2009 — Twi$terBeats — «Gemischte Tüte» («Последний звонок»)
- 2009 — СД — «Mixtape King Vol. 2» («Мне нравится», «Mama, I’m So Sorry» feat. Чекист, Дуня)
- 2009 — Schokk — «New Beef On The Block» («Bukkake»)
- 2009 — «Хип-хоп для гурманов vol.3» («Лондон против всех ч.2»)
- 2009 — Жанна Себастьян — «Emancipation EP» («Skit» feat. Tribe)
- 2010 — СД — «Digital King Vol. 3» («Computer Rap (Remix)» feat. Czar, Schokk)
- 2010 — Tribe — «Хроники Лондона» («East London» feat. Ganz)
- 2010 — Schokk — «Schizzo» («Сага об орлах и канарейках», «Дегенеративное искусство»)
- 2011 — Грозный — «Ретроспектива» («Путь»)
- 2011 — Schokk — «Operation Payback» («Operation Payback» feat. СД)
- 2011 — Markul — «Взвешенный рэп» («В тихом омуте»)
- 2011 — Schokk — «С большой дороги» («Мысли пачкают мозги», «МГМНТ 2»)
- 2013 — I’1 — «Brooklyn Dubz» («Честно»)
- 2014 — ЛСП — («Мне скучно жить»)
- 2015 — Rigos & Bluntcatch — «На реальных событиях» («Дежавю»)
- 2015 — ЛСП — «Magic City» («Безумие (Remix)»)
- 2015 — Жак-Энтони — «Бездыханным» («Бездыханным»)
- 2015 — Horus — «Дом тысячи сквозняков» («Погружение»)
- 2016 — Porchy — «King Midas» («Flashback»)
- 2016 — Loqiemean — «My Little Dead Boy» («Athens Freestyle/Evolution» feat. Porchy)
- 2017 — Би-2 — «Горизонт событий» («Пора возвращаться домой»)
- 2017 — Ка-тет — «Террариум» («Машина прогресса»)
- 2019 — Porchy — «THE FALL» («STRUGGLES» feat. Idan, Markul, «BACK 2 GRIME» feat. Cianna Blaze)
- 2019 — Джино — «Монголия» («Под дождём»)
- 2020 — 25/17 — «Байки из склепа» («Северная страна»)
- 2021 — «Сохрани мою речь навсегда» («Стихи о неизвестном солдате»)
- 2021 — Kool Savas — «Aghori» («Aghori (Dunkler Tag)» feat. Laskah)

## Видеоклипы
- 2008 — «Я хейтер»
- 2011 — «То густо, то пусто» (уч. Schokk)
- 2011 — «В тихом омуте» (Markul при уч. Oxxxymiron)
- 2011 — «Russky Cockney»
- 2012 — «Песенка Гремлина»
- 2012 — «Детектор лжи»
- 2012 — «Не от мира сего»
- 2012 — «Признаки жизни»
- 2013 — «XXX Shop» (уч. Chronz, Porchy)
- 2013 — «Больше Бена» (уч. Охра)
- 2013 — «Хитиновый покров»
- 2013 — «Пролив Дрейка»
- 2013 — «Честно» (I1 при уч. Oxxxymiron)
- 2015 — «Дежавю» (Rigos при уч. Oxxxymiron)
- 2015 — «Неваляшка»
- 2015 — «Безумие» (ЛСП при уч. Oxxxymiron)
- 2015 — «Лондонград»
- 2015 — «Город под подошвой»
- 2017 — «IMPERIVM»
- 2017 — «Fata Morgana» (Markul при уч. Oxxxymiron)
- 2017 — «Пора возвращаться домой» («Би-2» при уч. Oxxxymiron)
- 2017 — «Машина прогресса» (Ка-тет при уч. Oxxxymiron)
- 2018 — «Бездыханным» (Жак-Энтони при уч. Oxxxymiron)
- 2018 — «KONSTRUKT» (уч. Porchy, May Wave$, Jeembo, Loqiemean, Thomas Mraz, Tveth, Souloud, Markul)
- 2019 — «Reality» (уч. Piem, J.Makonnen, Dinast, LeTai, Palmdropov)
- 2021 — «Стихи о неизвестном солдате»
- 2021 — «Кто убил Марка?»
- 2021 — «Цунами» (music by ППР)
- 2021 — «Организация»
- 2021 — «Мох»
- 2022 — «Ойда»
- 2022 — «THE STORY OF ALISHER (Morgenshtern RIP)»
- 2023 — «Лига Опасного Интернета»
- 2023 — «1.Kla$»
- 2023 — «Заходи скорее» (под псевдонимом "Переучет")